# Benjamin Tranié
Benjamin Tranié est un humoriste et acteur français, né le 21 février 1989 à Coulommiers (Seine-et-Marne).

## Biographie

### Formation et débuts
Après ses études, Benjamin Tranié, originaire de Coulommiers en Seine-et-Marne, travaille dans le domaine de la publicité en tant que animateur de communauté tout en montant sur scène le soir.

### Carrière
En 2015, Benjamin Tranié est remarqué par Yassine Belattar et Thomas Barbazan qui lui proposent de travailler avec eux sur Radio Nova dans l’émission Les 30 Glorieuses.
Depuis 2022, il est chroniqueur humoristique sur France Inter dans l'émission Zoom Zoom Zen présentée par Matthieu Noël.
En parallèle, il se produit sur scène dans un one-man-show, Le Dernier Relais, qui raconte les dernières heures d'un relais routier situé sur une aire d'autoroute et racheté par une enseigne de restauration rapide.
En 2024, il revient sur scène avec un nouveau one-man-show intitulé Félicitations et tout et tout, coécrit par Zaïd Sahebdin, dans lequel il incarne des personnages venant assister au mariage d'une star de la télévision. Les représentations ont lieu au Théâtre du Gymnase Marie-Bell à Paris avant une tournée dans toute la France.
Le 20 mai 2025, Benjamin Tranié dévoile dans sa dernière chronique sur France Inter le décès de ses personnages fictifs. Cette intervention annonce l'arrêt de ses chroniques à la radio et la fin de son spectacle Félicitations et tout et tout, avec une dernière représentation de sa tournée le 24 mai 2025 à Palavas-Les-Flots et trois ultimes dates les 5, 6 et 7 juin 2025 au Théâtre des Nouveautés à Paris. 

### Vie privée
Benjamin Tranié est marié depuis 2023.

## Spectacles
- 2019-2023 : Le Dernier Relais, coécrit avec Zaïd Sahebdin.
- 2023-2025 : Félicitations et tout et tout, coécrit avec Zaïd Sahebdin.

## Filmographie

### Cinéma
- 2021 : OSS 117 : Alerte rouge en Afrique noire de Nicolas Bedos : un employé du service informatique du SDECE
- 2021 : En passant pécho de Julien Royal : Grégoire
- 2023 : Veuillez nous excuser pour la gêne occasionnée d'Olivier Van Hoofstadt : Simon
- 2024 : Nous, les Leroy de Florent Bernard : Virgil
- 2024 : En tongs au pied de l'Himalaya de John Wax : Valentin
- 2025 : L'amour, c'est surcoté de Mourad Winter : Paulo

### Télévision
- 2024 : Le Monde magique de Jérôme Commandeur (série)

## Radio
- 2015-2019 : chroniqueur humoristique dans l'émission Les 30 Glorieuses (Radio Nova)
- 2022-2025 : chroniqueur humoristique dans l'émission Zoom Zoom Zen (France Inter)

### Personnages dans ses chroniques sur France Inter
Dans sa chronique humoristique radiophonique hebdomadaire, intitulée « Benjamin Tranié : moi, ce que j'en dis », diffusée sur France Inter dans l'émission Zoom Zoom Zen présentée par Matthieu Noël, Benjamin Tranié y interprète divers personnages farfelus,.